# Saint-Pôtan
Saint-Pôtan [sɛ̃pɔtɑ̃] est une commune française située dans le département des Côtes-d'Armor en région Bretagne.

## Géographie
| Pléboulle | Matignon    | Saint-Cast-le-Guildo |
| Ruca      | Saint-Pôtan | Saint-Lormel         |
| Landébia  | Pluduno     |                      |

### Hydrographie
Pour un article plus général, voir Réseau hydrographique des Côtes-d'Armor.
La commune est située dans le bassin Loire-Bretagne. Elle est drainée par le Guébriand et le Rat,.
Le Guébriand, d'une longueur de 20 km, prend sa source dans la commune de Plédéliac et se jette  dans la baie de l'Arguenon en limite de Saint-Lormel et de Saint-Cast-le-Guildo, après avoir traversé six communes. 

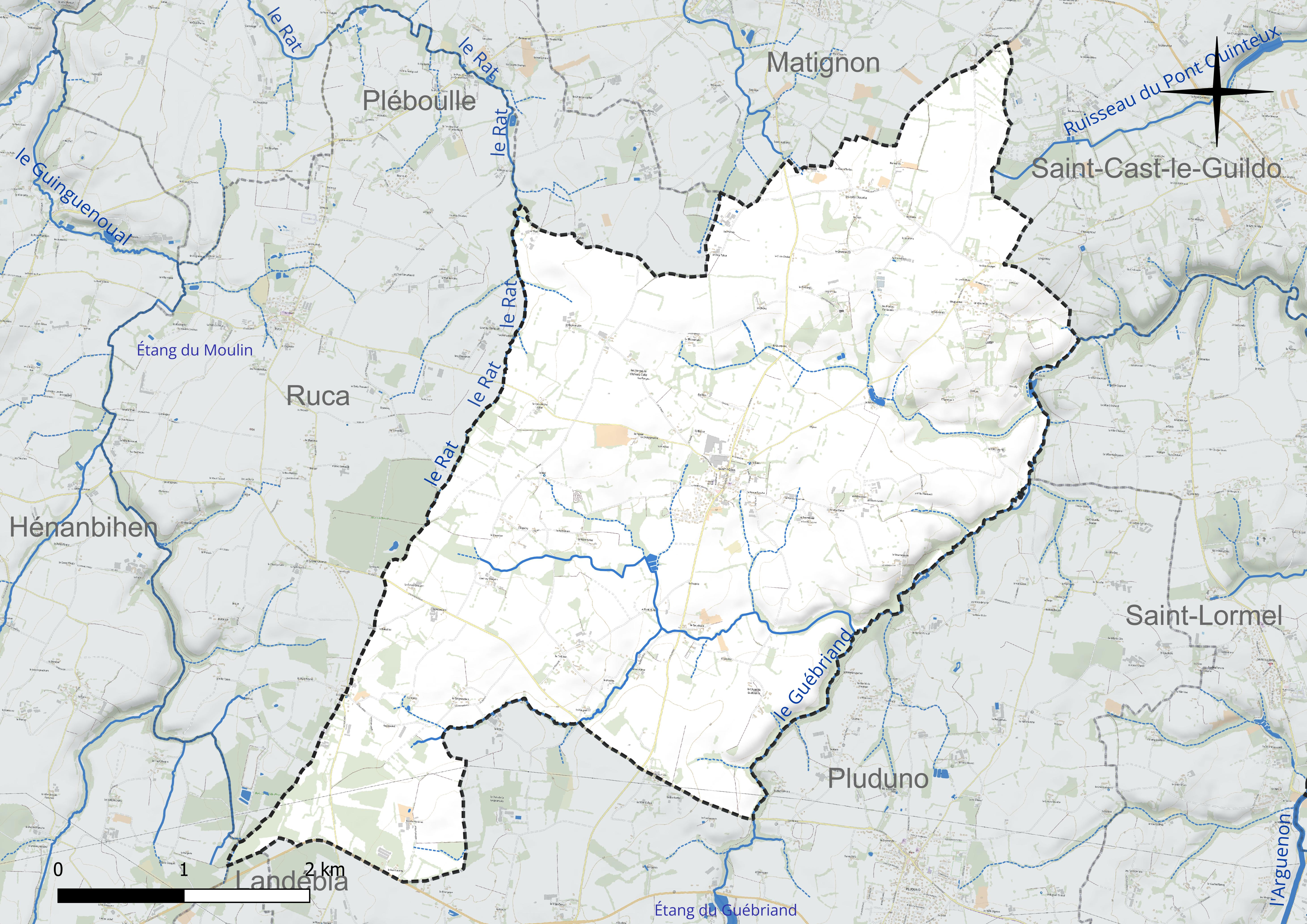
Réseau hydrographique de Saint-Pôtan.

Le Rat, d'une longueur de 11 km, prend sa source dans la commune  et se jette  dans le golfe de Saint-Malo au niveau de la commune de Pléboulle, après avoir traversé quatre communes. 

### Climat
Pour des articles plus généraux, voir Climat de la Bretagne et Climat des Côtes-d'Armor.
En 2010, le climat de la commune est de type climat océanique franc, selon une étude du CNRS s'appuyant sur une série de données couvrant la période 1971-2000. En 2020, Météo-France publie une typologie des climats de la France métropolitaine dans laquelle la commune est exposée à un climat océanique et est dans une zone de transition entre les régions climatiques « Finistère nord  » et « Bretagne orientale et méridionale, Pays nantais, Vendée ». Parallèlement l'observatoire de l'environnement en Bretagne publie en 2020 un zonage climatique de la région Bretagne, s'appuyant sur des données de Météo-France de 2009. La commune est, selon ce zonage, dans la zone « Intérieur  », exposée à un climat médian, à dominante océanique.  
Pour la période 1971-2000, la température annuelle moyenne est de 11,2 °C, avec  une amplitude thermique annuelle de 11,7 °C. Le cumul annuel moyen de précipitations est de 719 mm, avec 11,9 jours de précipitations en janvier et 6,3 jours en juillet. Pour la période 1991-2020, la température moyenne annuelle observée sur la station météorologique la plus proche, située sur la commune de Quintenic à 11 km à vol d'oiseau, est de 11,6 °C et le cumul annuel moyen de précipitations est de 769,8 mm,. Pour l'avenir, les paramètres climatiques de la commune estimés pour 2050 selon différents scénarios d’émission de gaz à effet de serre sont consultables sur un site dédié publié par Météo-France en novembre 2022.

## Urbanisme

### Typologie
Au 1er janvier 2024, Saint-Pôtan est catégorisée commune rurale à habitat dispersé, selon la nouvelle grille communale de densité à 7 niveaux définie par l'Insee en 2022.
Elle est située hors unité urbaine et hors attraction des villes,.

### Occupation des sols
L'occupation des sols de la commune, telle qu'elle ressort de la base de données européenne d’occupation biophysique des sols Corine Land Cover (CLC), est marquée par l'importance des territoires agricoles (94 % en 2018), une proportion sensiblement équivalente à celle de 1990 (94,3 %). La répartition détaillée en 2018 est la suivante : 
terres arables (44,8 %), zones agricoles hétérogènes (43,5 %), prairies (5,7 %), forêts (4,2 %), zones urbanisées (1,8 %). L'évolution de l’occupation des sols de la commune et de ses infrastructures peut être observée sur les différentes représentations cartographiques du territoire : la carte de Cassini (XVIIIe siècle), la carte d'état-major (1820-1866) et les cartes ou photos aériennes de l'IGN pour la période actuelle (1950 à aujourd'hui).

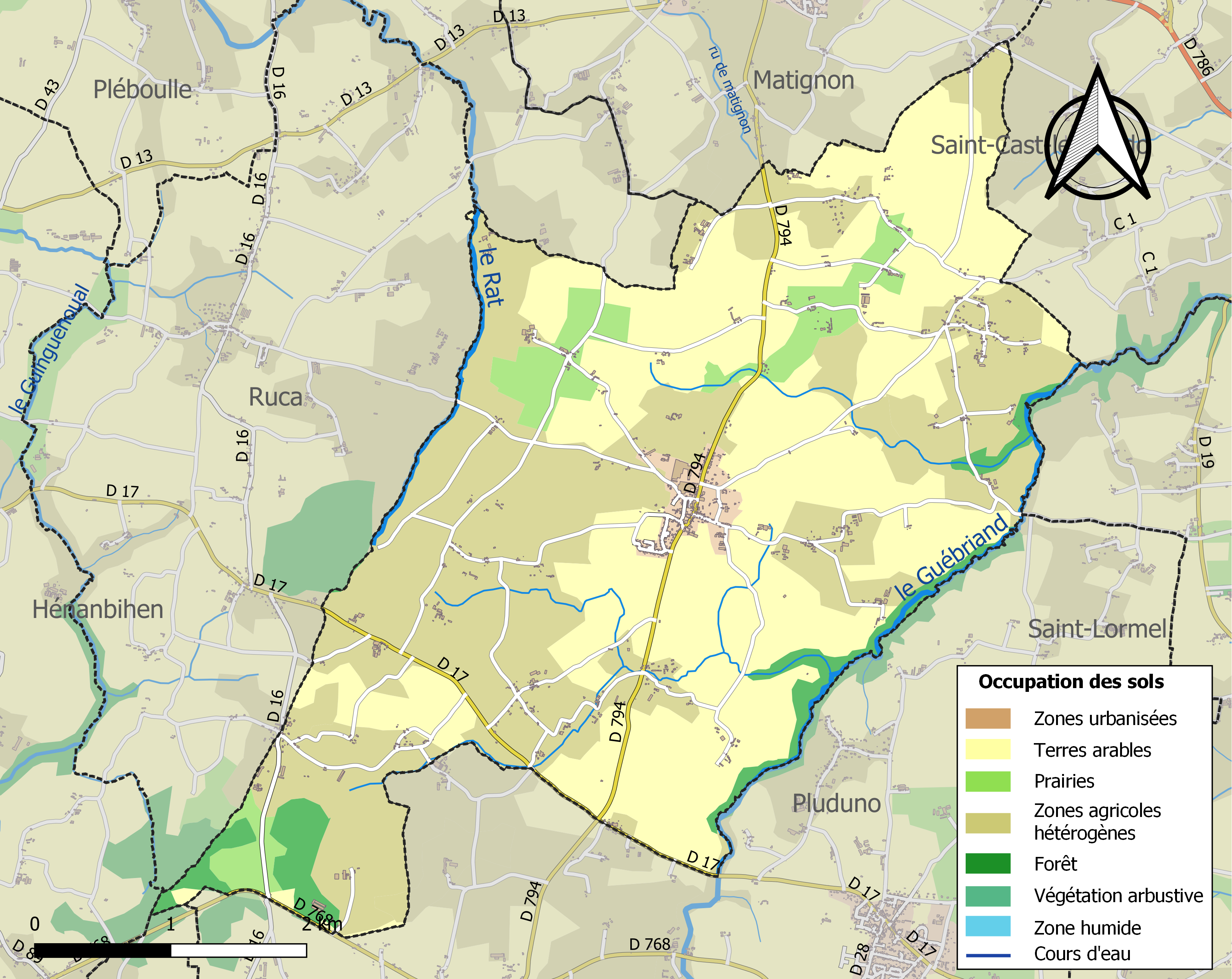
Carte des infrastructures et de l'occupation des sols de la commune en 2018 (CLC).

## Toponymie
Le nom de la localité est attesté sous les formes Ecclesia Sancti Postanii en 1064 et en 1066, Ecclesia Sancti Petri de San Postan en 1163, Sanctus Postenus en 1177, Sanctus Postanus en 1219, Parochia de Sancto Postano en 1252, en 1283, Sanctus Postanus vers 1330, Sainct Potan en 1380, Sainct-Postan en 1427, 1450, 1480 et en 1536, Sainct-Potan en 1569.

Le Pouillé de Tours désigne cette ancienne paroisse sous le nom de Saint-Pestan.
Saint-Pôtan vient du latin Potentinus. La tradition attribue à Potentin, disciple de saint Colomban, la fondation d'un petit monastère dans cette paroisse.
La forme bretonne proposée par l'Office public de la langue bretonne Sant-Postan.

## Histoire

### LeXXesiècle

#### Les guerres duXXesiècle
Le monument aux morts porte les noms des 45 soldats morts pour la Patrie :
- 39 sont morts durant la Première Guerre mondiale ;
- 6 sont morts durant la Seconde Guerre mondiale.

## Héraldique
| Blason de Saint-Pôtan | Blason  | Écartelé: aux 1er et 4e d'azur à trois fleurs de lis d'or, aux 2e et 3e d'argent au lion de gueules couronné d'or. |
| Blason de Saint-Pôtan | Détails | Depuis 1982 |
| Blason de Saint-Pôtan | Alias   | D'azur à la fasce d'argent accompagnée de trois fleurs de lys d'or. Blason de familles des Saint-Pôtan.            |

## Politique et administration
| Période                                  | Période                   | Identité                     | Étiquette | Qualité |
| ---------------------------------------- | ------------------------- | ---------------------------- | --------- | --- |
| Les données manquantes sont à compléter. |                           |                              |           | |
| ca. 1955                                 |                           | Joseph d'Aubert              |           | |
| mai 1969                                 | janvier 1979 (décès)      | Roger Lécuyer                |           | |
| février 1979                             | juin 1997 (décès)         | Charles Hamon (1925-1997)    |           | Retraité, ancien adjoint au maire |
| juillet 1997                             | mars 2008                 | Josette Bailbled (1938-2014) |           | Secrétaire comptable retraitée |
| mars 2008                                | mars 2014                 | Maryse Allée                 |           | Infirmière |
| mars 2014                                | En cours (au 23 mai 2020) | Arnaud Lecuyer               | PS        | Permanent politique, ancien adjoint au maire Conseiller régional de Bretagne (2021 → ) Président de Dinan Agglomération (2017 → ) Président de la CC du Pays de Matignon (2014 → 2016) Réélu pour le mandat 2020-2026 |

## Démographie
L'évolution du nombre d'habitants est connue à travers les recensements de la population effectués dans la commune depuis 1793. Pour les communes de moins de 10 000 habitants, une enquête de recensement portant sur toute la population est réalisée tous les cinq ans, les populations de référence des années intermédiaires étant quant à elles estimées par interpolation ou extrapolation. Pour la commune, le premier recensement exhaustif entrant dans le cadre du nouveau dispositif a été réalisé en 2008.

En 2022, la commune comptait 833 habitants, en évolution de +3,61 % par rapport à 2016 (Côtes-d'Armor : +1,78 %, France hors Mayotte : +2,11 %).
| 1793  | 1800  | 1806  | 1821  | 1831  | 1836  | 1841  | 1846  | 1851  |
| ----- | ----- | ----- | ----- | ----- | ----- | ----- | ----- | ----- |
| 1 441 | 1 499 | 1 496 | 1 609 | 1 675 | 1 609 | 1 777 | 1 792 | 1 784 |

| 1856  | 1861  | 1866  | 1872  | 1876  | 1881  | 1886  | 1891  | 1896  |
| ----- | ----- | ----- | ----- | ----- | ----- | ----- | ----- | ----- |
| 1 921 | 1 262 | 1 291 | 1 264 | 1 284 | 1 238 | 1 230 | 1 244 | 1 200 |

| 1901  | 1906  | 1911  | 1921  | 1926 | 1931 | 1936 | 1946 | 1954 |
| ----- | ----- | ----- | ----- | ---- | ---- | ---- | ---- | ---- |
| 1 150 | 1 133 | 1 104 | 1 026 | 957  | 918  | 916  | 906  | 981  |

| 1962 | 1968 | 1975 | 1982 | 1990 | 1999 | 2006 | 2008 | 2013 |
| ---- | ---- | ---- | ---- | ---- | ---- | ---- | ---- | ---- |
| 953  | 926  | 885  | 860  | 798  | 735  | 764  | 772  | 801  |

| 2018 | 2022 | - | - | - | - | - | - | - |
| ---- | ---- | - | - | - | - | - | - | - |
| 810  | 833  | - | - | - | - | - | - | - |

## Lieux et monuments
- Église Saint-Pôtan
- Lieu-dit Bouguenel

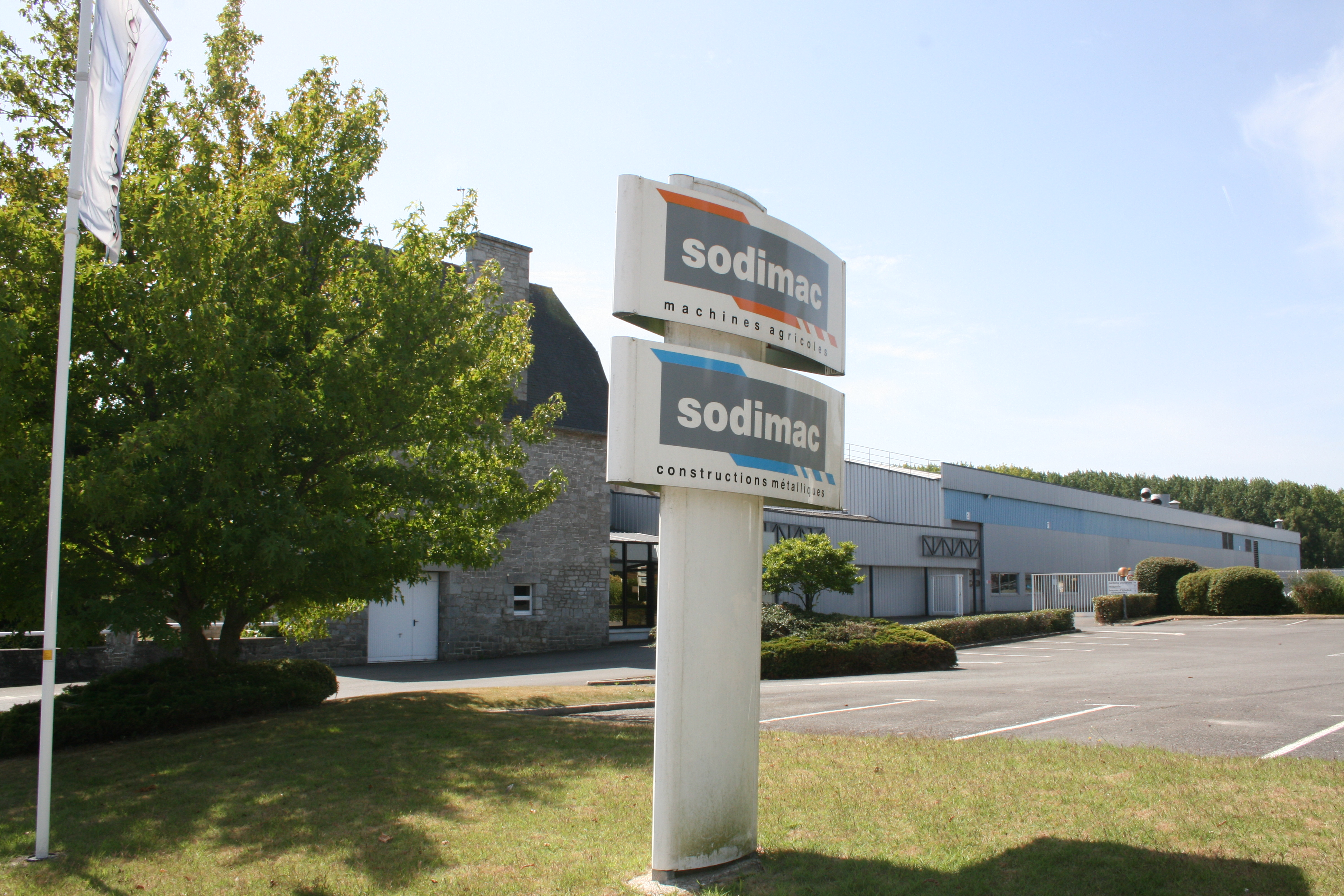
Usine Sodimac.
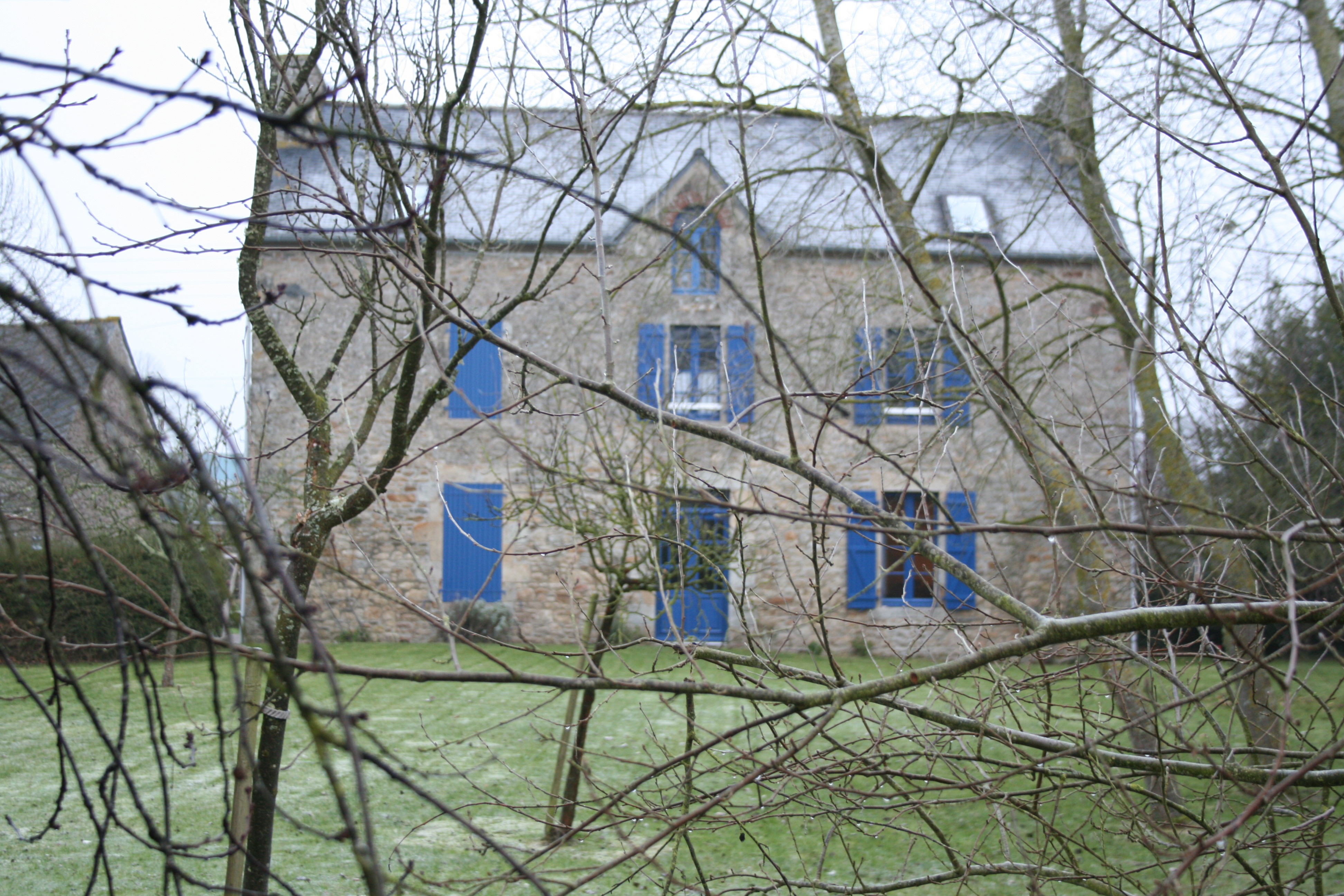
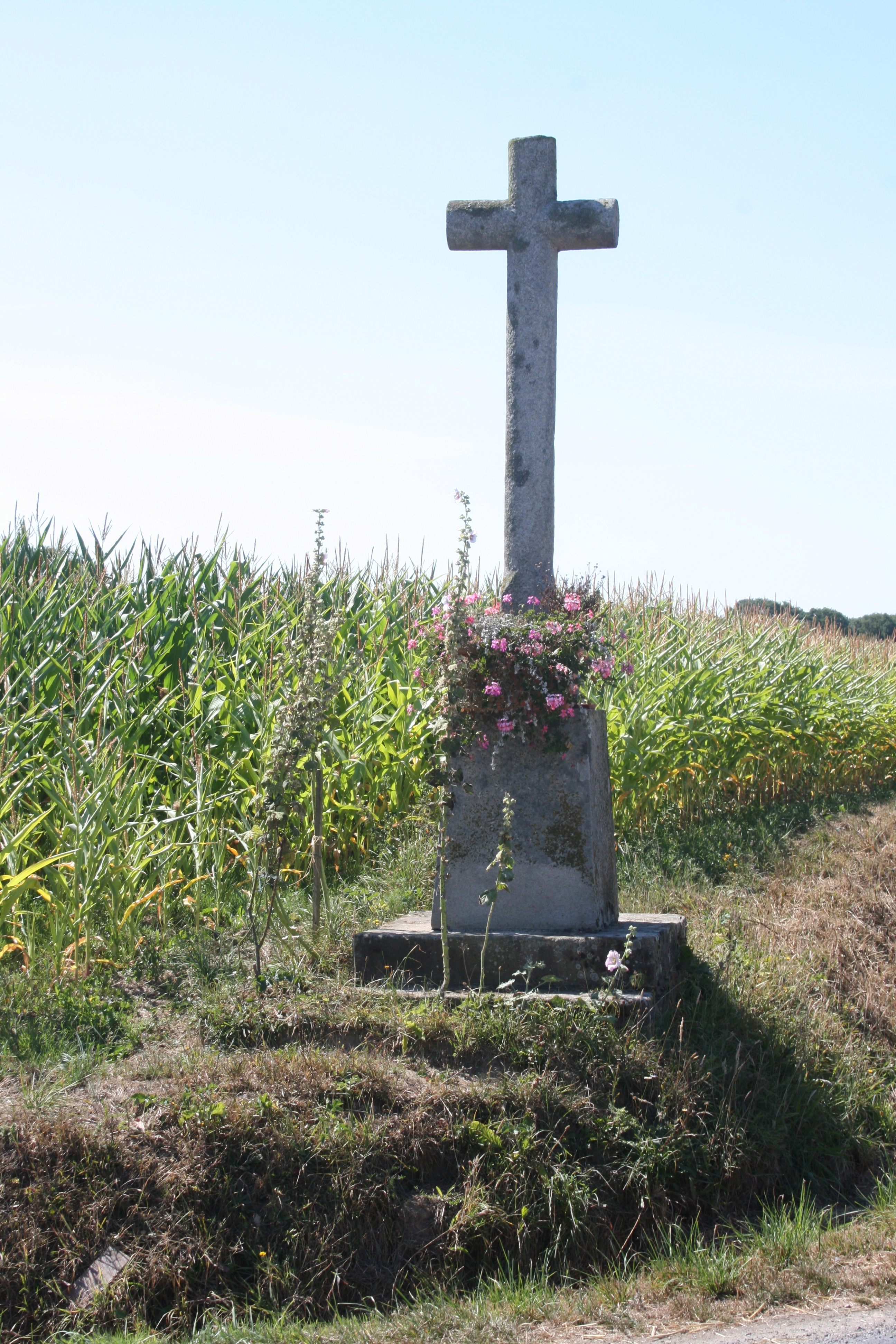
Un calvaire.
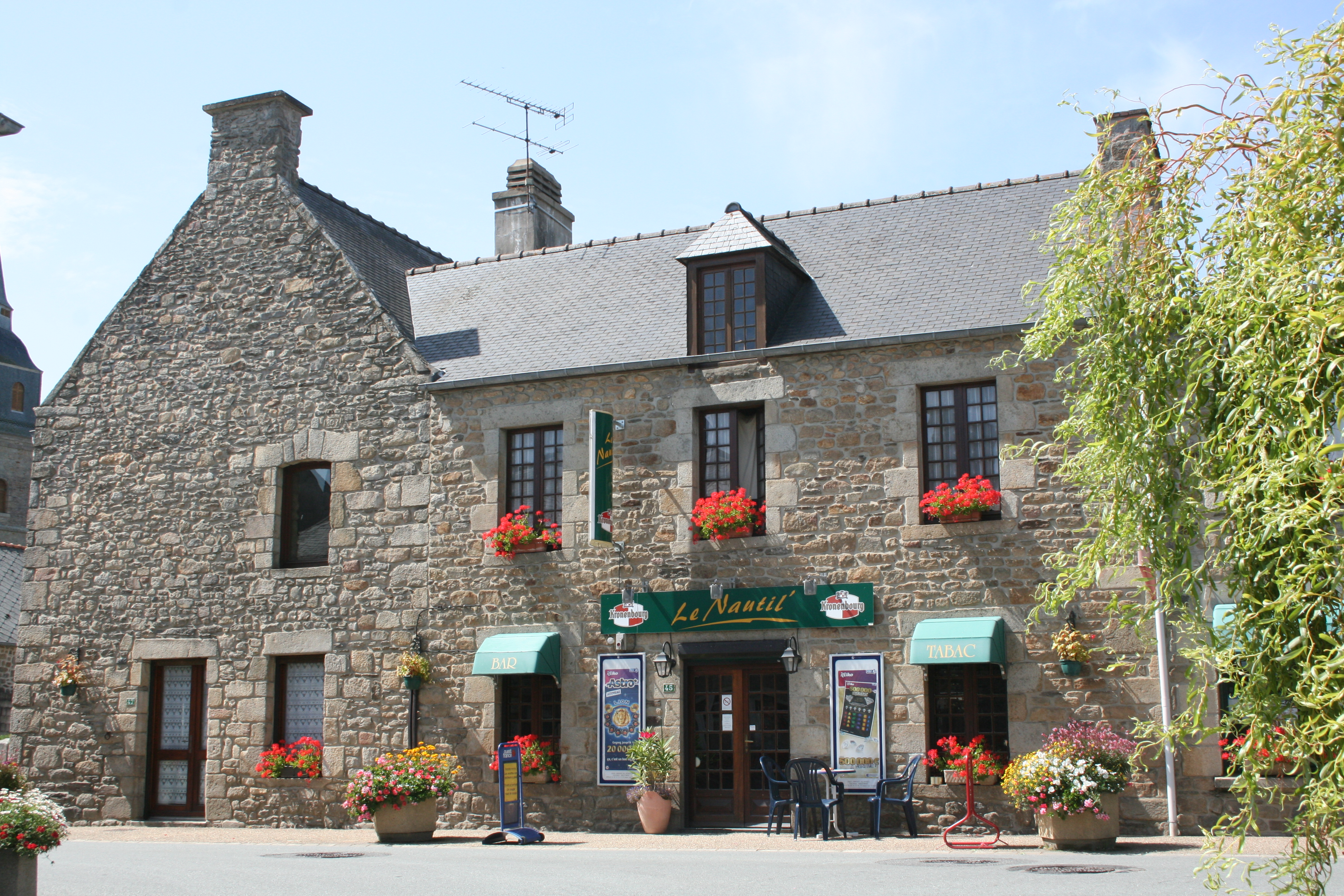
Le café-tabac.
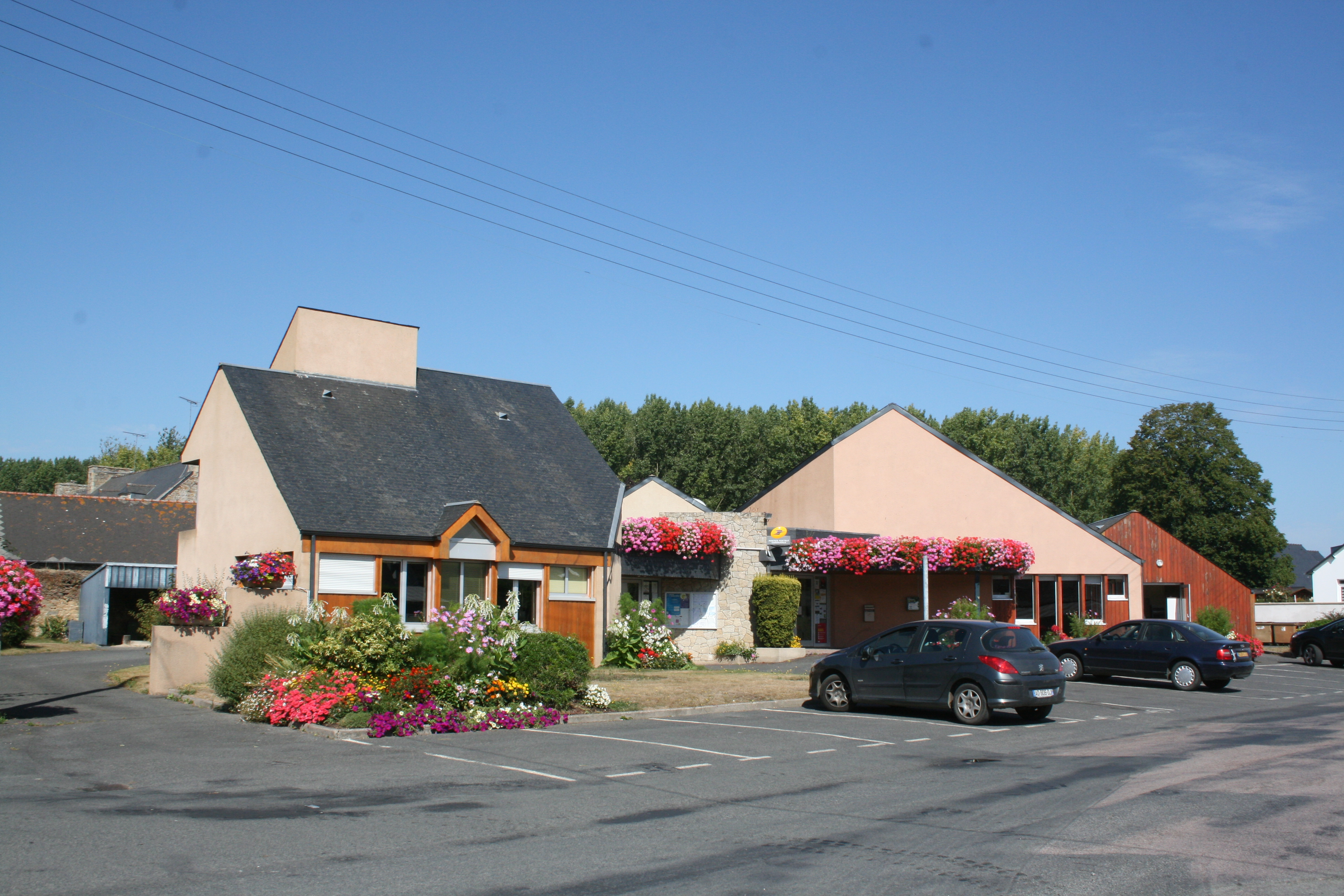
La mairie.
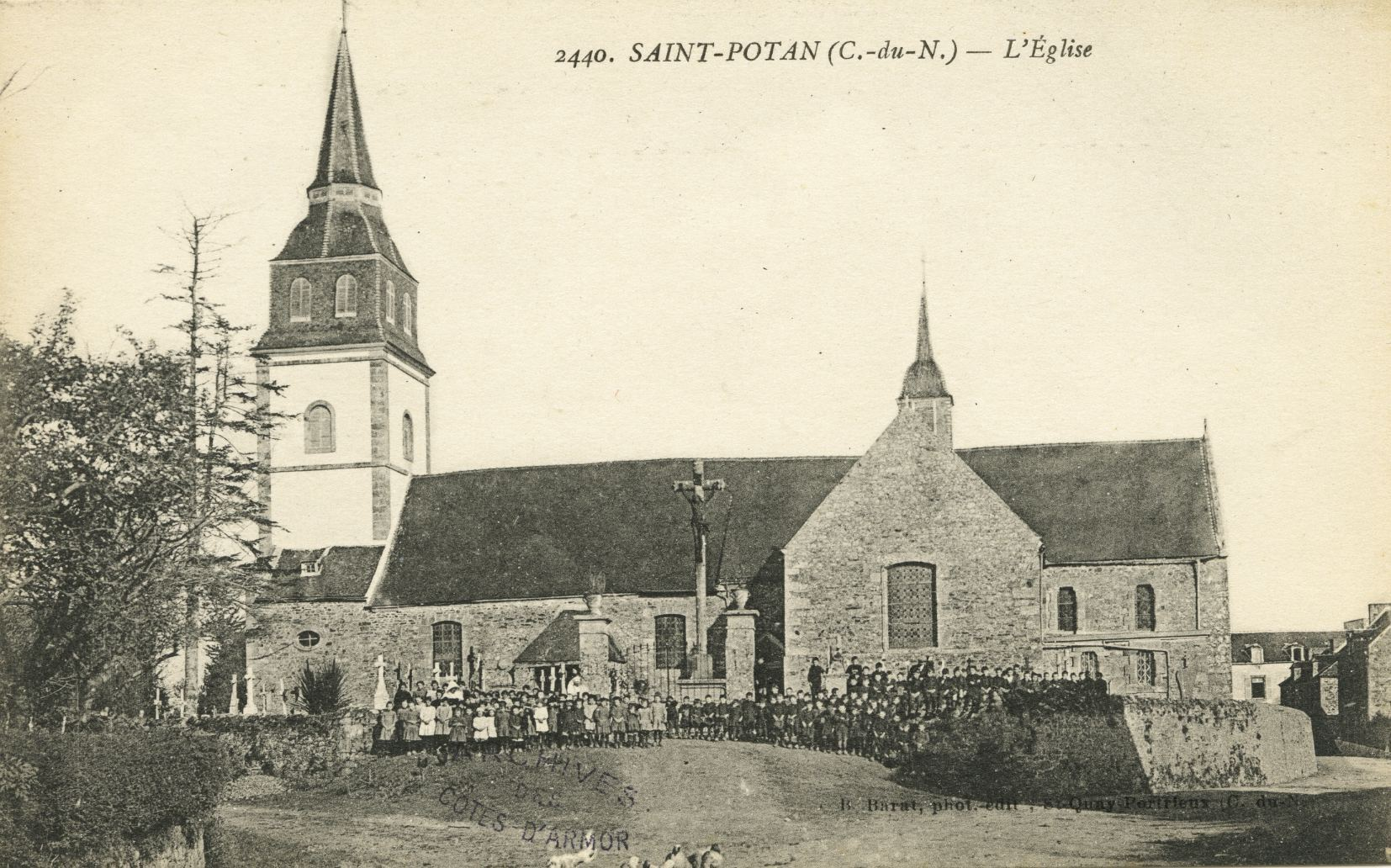
Église de Saint-Pôtan (début XXe siècle)
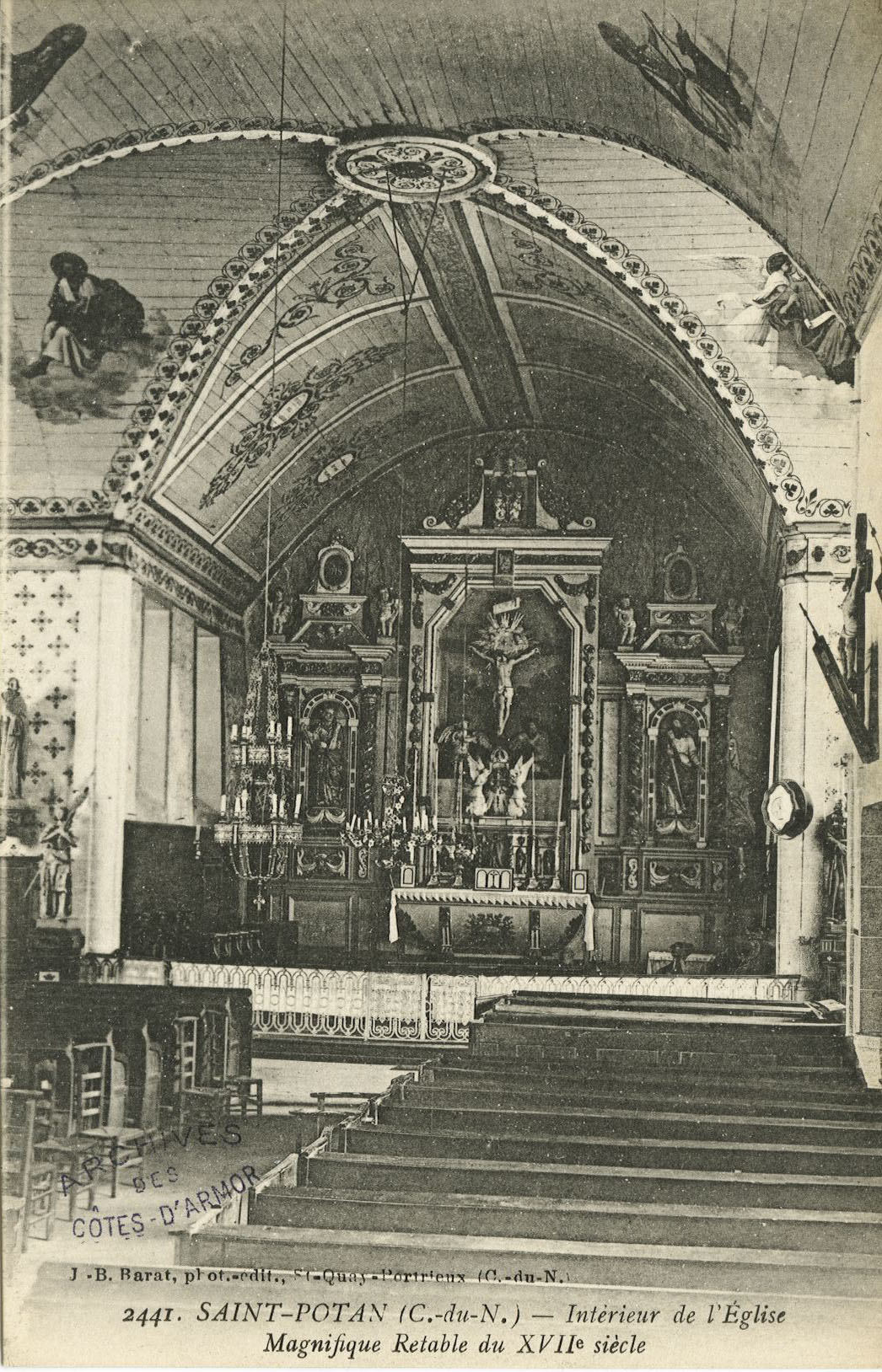
Intérieur de l'église et retable (début XXe siècle)

## Personnalités liées à la commune
- Famille des Nos
- Pierre de Freslon de Saint-Aubin, né à Saint-Pôtan en 1766, président du Parlement de Bretagne (1785-1790), maire de Guichen (1809-1815)
- Lionel Rouxel, footballeur et entraîneur, né en 1970, originaire de la commune